# Graham Phillips (escritor)

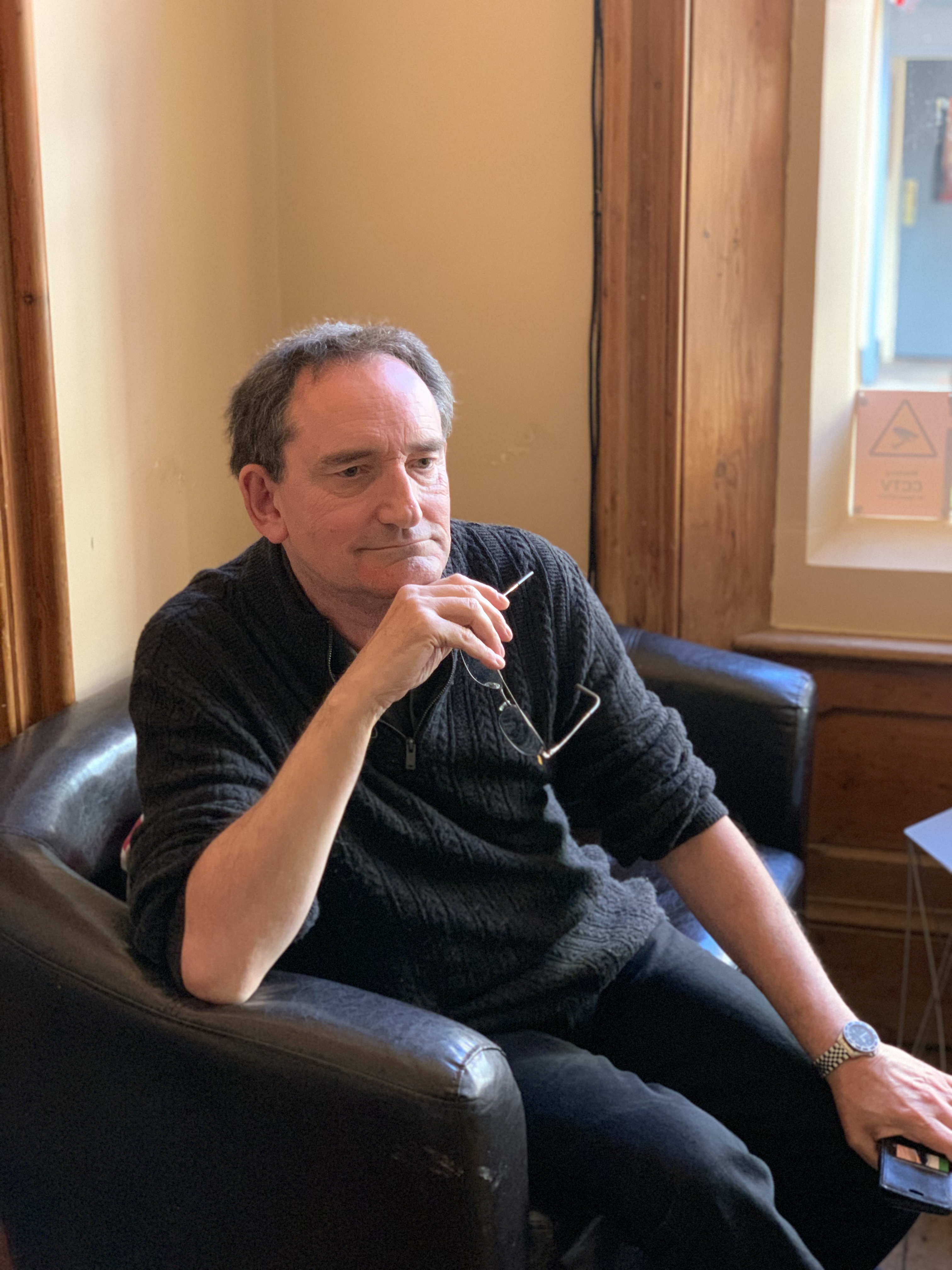
Graham Philips, durante una ponencia en el Bankhouse Bar & Diner. 2021.

Graham Phillips es un escritor de origen británico quien nació el 31 de agosto de 1953, especializado en temas de carácter histórico, especialmente aquellos relacionados con misterios no resueltos. Desde 1981 hasta la fecha de hoy ha escrito 12 libros, algunos de ellos junto a Martin Keatman, en los cuales brinda hechos históricos y teorías, algunas de ellas controversiales, sobre personajes que van desde Robin Hood hasta la Virgen María.
Antes de comenzar su carrera como escritor, se desempeñó como periodista y conductor en la radio BBC, además de ser redactor y editor de revistas impresas.

## Obras
Su bibliografía se compone de las siguientes obras:

### La Piedra Verde (1982)
Siguiendo pistas en documentos y hechos históricos, se llega al descubrimiento de una famosa joya que perteneció a María, Reina de Escocia. El título de la obra, en su idioma original, es The Green Stone y fue coescrita junto a Martin Keatman.

### El Ojo de Fuego (1985)
Una investigación acerca de temas paranormales durante la era Victoriana de Inglaterra. El título de la obra, en su idioma original, es The Green Stone y fue coescrita junto a Martin Keatman.

### Rey Arturo: La verdadera historia (1992)
Este libro busca la identidad histórica del mítico personaje britano, así como dónde estaba su reino y cuál fue su última morada. El título de la obra, en su idioma original, es King Arthur: The True Story y fue coescrita junto a Martin Keatman.

### La Conspiración Shakespeare (1994)
En esta obra, los autores buscan llegar a conocer la vida privada de uno de los más famosos escritorios ingleses. El título de la obra, en su idioma original, es The Shakespeare Conspiracy y fue coescrita junto a Martin Keatman.

### Robin Hood: El Hombre detrás del Mito (1995)
La vida de Robin Hood es una de las historias medievales más conocida en la actualidad, y siempre fue considerada simplemente un mito, pero en esta investigación los autores buscan si realmente existió. El título de la obra, en su idioma original, es Robin Hood: The Man behind the Myth y fue coescrita junto a Martin Keatman.

### El Cáliz de María Magdalena (1995)
Búsqueda del famoso Cáliz Mariano, partiendo de las leyendas celtas y romances arturícos. El título de la obra, en su idioma original, es The Search for the Grail.

### Acto de Dios (1998)
En esta obra el autor presenta hechos históricos que apoyarían la teoría de que las plagas de Egipto y la historia de Moisés y el Mar Rojo realmente pasaron. El título de la obra, en su idioma original, es Act of God.

### La Conspiración Mariana (2000)
Un libro que buscar desentramar viejas historias para resolver si se conoce o no la verdadera ubicación de la tumba de la Virgen María. El título de la obra, en su idioma original, es The Marian Conspiracy.

### El Legado de Moisés (2003)
Búsqueda del Moisés histórico y el Monte Sinaí. El título de la obra, en su idioma original, es The Moses Legacy.

### Alejandro Magno: Asesinato en Babilonia (2004)
Hechos históricos que apoyarían la teoría de que Alejandro Magno fue asesinado en lugar de morir de una extraña enfermedad. El título de la obra, en su idioma original, es Alexander the Great: Murder in Babylon.

### Los Templarios y el Arca de la Alianza (2004)
El autor busca determinar si el Arca de la Alianza realmente existió y si existen hechos históricos que avalen los poderes que se le asignan. El título de la obra, en su idioma original, es The Templars and the Ark of the Covenant .

### Merlín y el Descubrimiento de Avalón en el Nuevo Mundo (2005)
Este libro busca encontrar evidencia histórica de la existencia de Merlín. El título de la obra, en su idioma original, es Merlin and the Discovery of Avalon in the New World.